# Deel (Einheit)
Deel war eine niederländische Masseneinheit (Gewichtsmaß) und galt als Silber- und Silberprobiergewicht.
- 1 Deel = 1/24 Grän = 0,0356023 Gramm